# Liga I
Liga I eller på grund av sponsoravtal, Casa Liga 1, är den högsta divisionen i Rumäniens fotbollsseriesystem. Före säsongen 2006/2007 hette serien Divizia A, men blev tvunget att ändras då det upptäcktes att någon annan hade registrerat ett varumärke med namnet "Divizia A". Liga I grundades 1909 och första säsongen spelades 1909-10. Ligan är rankad 29:e på UEFA:s ligakoefficient-lista.
Liga I är en del av Liga Profesionistă de Footbal (LPF).

## Klubbar 2020/2021
|  | Nr  | Lag                   | Stad            | Placering | Säsongen 2019/2020 |
|  | --- | --------------------- | --------------- | --------- | ------------------ |
|  | 1.  | Cluj                  | Cluj-Napoca     | 1.        | Liga I             |
|  | 2.  | Universitatea Craiova | Craiova         | 2.        | Liga I             |
|  | 3.  | Astra Giurgiu         | Giurgiu         | 3.        | Liga I             |
|  | 4.  | Botoșani              | Botoșani        | 4.        | Liga I             |
|  | 5.  | FCSB                  | Bukarest        | 5.        | Liga I             |
|  | 6.  | Gaz Metan Mediaș      | Mediaș          | 6.        | Liga I             |
|  | 7.  | Viitorul Constanța    | Ovidiu          | 7.        | Liga I             |
|  | 8.  | Hermannstadt          | Sibiu           | 8.        | Liga I             |
|  | 9.  | Sepsi Sfântu Gheorghe | Sfântu Gheorghe | 9.        | Liga I             |
|  | 10. | Academica Clinceni    | Clinceni        | 10.       | Liga I             |
|  | 11. | Voluntari             | Voluntari       | 11.       | Liga I             |
|  | 12. | Politehnica Iași      | Iași            | 12.       | Liga I             |
|  | 13. | Dinamo București      | Bukarest        | 13.       | Liga I             |
|  | 14. | Chindia Târgoviște    | Târgoviște      | 14.       | Liga I             |
|  | 15. | UTA Arad              | Arad            | 1.        | Liga II            |
|  | 16. | Argeș Pitești         | Pitești         | 2.        | Liga II            |

## Mästare
| Titlar                     | Vinster | År för vinst |
| -------------------------- | ------- | --- |
| FCSB                       | 26      | 1951, 1952, 1953, 1956, 1959/1960, 1960/1961, 1967/1968, 1975/1976, 1977/1978, 1984/1985, 1985/1986, 1986/1987, 1987/1988, 1988/1989, 1992/1993, 1993/1994, 1994/1995, 1995/1996, 1996/1997, 1997/1998, 2000/2001, 2004/2005, 2005/2006, 2012/2013, 2013/2014, 2014/2015 |
| Dinamo București           | 18      | 1955, 1961/1962, 1962/1963, 1963/1964, 1964/1965, 1970/1971, 1972/1973, 1974/1975, 1976/1977, 1981/1982, 1982/1983, 1983/1984, 1989/1990, 1991/1992, 1999/2000, 2001/2002, 2003/2004, 2006/2007                                                                          |
| Venus București            | 8       | 1919/1920, 1920/1921, 1928/1929, 1931/1932, 1933/1934, 1936/1937, 1938/1939, 1939/1940 |
| CFR Cluj                   | 8       | 2007/2008, 2009/2010, 2011/2012, 2017/2018, 2018/2019, 2019/2020, 2020/2021, 2021/2022 |
| UTA Arad                   | 6       | 1946/1947, 1947/1948, 1950, 1954, 1968/1969, 1969/1970 |
| Chinezul Timișoara         | 6       | 1921/1922, 1922/1923, 1923/1924, 1924/1925, 1925/1926, 1926/1927 |
| Universitatea Craiova      | 4       | 1973/1974, 1979/1980, 1980/1981, 1990/1991 |
| Petrolul Ploiești          | 4       | 1929/1930, 1957/1958, 1958/1959, 1965/1966 |
| Ripensia Timișoara         | 4       | 1932/1933, 1934/1935, 1935/1936, 1937/1938 |
| Rapid București            | 3       | 1966/1967, 1998/1999, 2002/2003 |
| Argeș Pitești              | 2       | 1971/1972, 1978/1979 |
| Prahova Ploiești           | 2       | 1911/1912, 1915/1916 |
| Colentina București        | 2       | 1912/1913, 1913/1914 |
| Olympia București          | 2       | 1909/1910, 1910/1911 |
| Viitorul Constanța         | 1       | 2016/2017 |
| Astra Giurgiu              | 1       | 2015/2016 |
| Oțelul Galați              | 1       | 2010/2011 |
| Unirea Urziceni            | 1       | 2008/2009 |
| Club Atletic Oradea        | 1       | 1948/1949 |
| Unirea Tricolor București  | 1       | 1940/1941 |
| CSM Reșița                 | 1       | 1930/1931 |
| Colțea Brașov              | 1       | 1927/1928 |
| Româno-Americană București | 1       | 1914/1915 |